# 虜-TORIKO-
『虜-TORIKO-』（とりこ）は1982年にリリースされた、甲斐バンドの9作目のオリジナル・アルバム。

## 概要
甲斐バンド"NY3部作"の第一弾。ボブ・クリアマウンテンによるミックスが施されている。前作『破れたハートを売り物に』で満足のいくサウンドが得られなかったこと、バンドが欲してるエコー感が日本にはなかったことから甲斐よしひろは、海外の楽曲をいくつも聴き、その中で最も優れたサウンドを持っていたアーティストのミックスがすべてボブによるものだったという。
最初にミックスを行った楽曲は、前作のタイトル曲である「破れたハートを売り物に」。この曲は、"NY3部作"のきっかけになった楽曲で、ボブが「これはおもしろいからやってみよう。」ということから始まっている。このミックス（リミックス）を聞いたときに、甲斐は泣いて喜んだと言われている。
ニューヨークでミックスを行ったことで、制作費に約3500万円を費やすこととなり、アルバムが30万セット売れなければ赤字という状態だった。それでも甲斐は"やる価値があった"としている。
2007年に紙ジャケット・デジタルリマスター盤にて復刻された。その際、2曲のボーナス・トラックが収録された。
初回限定の仕様として、透明なフィルム3枚が付録として付けられ、表ジャケット上にその3枚を重ね合わせると、手を縛られた女性（モデルはオンシアター自由劇場時代の余貴美子）の写真となるようになっていた。

## 収録曲
- 全作詞・作曲：甲斐よしひろ

### オリジナル
Side-A
1. BLUE LETTER
編曲：後藤次利
2. ナイト・ウェイブ
編曲：椎名和夫
3. 観覧車'82
編曲：椎名和夫
  - 前年発表のアルバム『破れたハートを売り物に』に収録されている「観覧車」のリメイク。
4. ブライトン・ロック
編曲：椎名和夫、ブラスアレンジ：星勝

Side-B
1. 無法者の愛
編曲：椎名和夫
2. 虜
編曲：椎名和夫、ブラスアレンジ：瀬尾一三
3. 呪縛（のろい）の夜
編曲：椎名和夫
4. フィンガー
編曲：甲斐よしひろ、ブラスアレンジ：井上鑑
5. 荒野をくだって
編曲：甲斐よしひろ

### 2007年リマスター紙ジャケ盤
1. BLUE LETTER
2. ナイト・ウェイブ
3. 観覧車'82
4. ブライトン・ロック
5. 無法者の愛
6. 虜
7. 呪縛（のろい）の夜
8. フィンガー
9. 荒野をくだって

Bonus Track
1. ナイト・ウェイブ （プライベートルーム・ヴァージョン）
2. 哀しみのイレーヌ （インストゥルメンタル）

## 参加ミュージシャン
| BLUE LETTER - Bass：後藤次利 - Keyboard：岡田徹 - E.Guitar：白井良明 - A.Guitar：吉川忠英 ナイト・ウェイブ - Bass：伊藤広規 - Keyboard：難波弘之, 中西康晴 - Percussion：浜口茂外也 - Chorus：山川恵津子, 鳴海寛 観覧車'82 - Bass：中谷宏道 - Keyboard：難波弘之 - E.Guitar：佐藤英二 - Sax：土岐英史 - Percussion：PECKER - Chorus：安部恭弘, 比山清, 松下誠 ブライトン・ロック - Bass：中谷宏道 - Keyboard：難波弘之 - E.Guitar：佐藤英二, 今剛 - Percussion：菅原裕紀 | 無法者の愛 - Bass：中谷宏道 - Keyboard：難波弘之 - E.Guitar：佐藤英二, 椎名和夫 - Sax：中村哲 - Percussion：菅原裕紀 - Chorus：安部恭弘, 比山清 虜 - Bass：林雅克 - Keyboard：難波弘之 - E.Guitar：白井良明 呪縛（のろい）の夜 - Bass：伊藤広規 - Keyboard：難波弘之 - Percussion：PECKER - Chorus：安部恭弘, 比山清 フィンガー - Bass：江澤宏明 - Keyboard：石坂双一 - Percussion：斉藤ノブ 荒野をくだって - A.Guitar, Harp：甲斐よしひろ |

## テイク別
N.Y3部作は、編集盤『ポイズン80's』において、各楽曲のアルバム未収録テイクや未発表テイクが明らかにされている。太字は、本作収録テイク。
|     | 曲名               | Version                                                                                                   |
| --- | ------------------ | --- |
| M-1 | BLUE LETTER        | *Album（More Up Synth.） *Single（7inch"BLUE LETTER" Mixed by KENJI MURATA） *No Release（Normal）        |
| M-2 | ナイト・ウェイブ   | *Album *Dance Mix（12inch"ナイト・ウェイブ"） *Private room ver.（12inch"メガロポリス・ノクターン" Demo） |
| M-3 | 観覧車'82          | *Album *Single（7inch"無法者の愛" Mixed by ITOH & SHIINA） *観覧車（LP"破れたハートを売り物に"）          |
| M-4 | ブライトン・ロック | *Album *Single（7inch"BLUE LETTER" Mixed by KENJI MURATA）                                                |
| M-5 | 無法者の愛         | *Album *Dance mix（7inch"無法者の愛" Mixed by ITOH & SHIINA）                                             |
| M-9 | フィンガー         | *Album（Solo-Harp） *Single（7inch"暁の終列車" Solo-Gtr. Mixed by TAKESHI ITOH）                          |